# Ordine di Eccellenza dell'Alberta
L'Ordine di Eccellenza dell'Alberta è un'onorificenza della provincia dell'Alberta, in Canada.

## Storia
L'Ordine è stato fondato il 16 novembre 1979, quando il luogotenente governatore Frank C. Lynch-Staunton ha concesso l'assenso reale all'Alberta Order of Excellence Act. L'ordine è amministrato da un consiglio ed è destinato a onorare gli attuali o ex residenti dell'Alberta per risultati notevoli in ogni campo, essendo così descritto come il più alto onore tra tutti quelli conferiti dalla monarchia dell'Alberta.

## Classi
L'Ordine dispone dell'unica classe di membro.

## Struttura e assegnazione
L'Ordine è destinato a onorare tutti gli attuali o ex residenti di lunga data dell'Alberta che abbiano dimostrato un alto livello di eccellenza individuale e risultati in qualsiasi campo, avendo "reso un servizio di massima distinzione e di eccellenza singolare per o per conto dei residenti dell'Alberta". La cittadinanza canadese è un requisito  e coloro che sono eletti o nominati membri di un ente governativo non sono eleggibili finché restano in carica. Ogni anno possono essere nominati al massimo dieci membri, sebbene una nomina possa rimanere in sospeso nel consiglio per sette anni.
Il processo di ricerca di individui qualificati inizia con la presentazione da parte del pubblico al Consiglio dell'Ordine di Eccellenza dell'Alberta, che è formato da sei individui nominati dal luogotenente governatore e che si riunisce una volta all'anno per fare le raccomandazioni selezionate al luogotenente governatore ogni giugno. Le nomine postume non sono accettate. Il luogotenente governatore, membro ex officio anche dopo la fine del suo mandato e cancelliere dell'Ordine, quindi fa tutte le nomine nell'unico grado di appartenenza alla fratellanza con una lettera patente che porta la sua firma e il gran sigillo della provincia. Successivamente, i nuovi membri hanno il diritto di utilizzare il post-nominale AOE e di avere il loro ritratto esposto in due gallerie, una situata nell'Northern Alberta Jubilee Auditorium di Edmonton e l'altra nel Southern Alberta Jubilee Auditorium di Calgary.
All'ingresso nell'Ordine del Nuovo Brunswick, di solito con una cerimonia presso la Government House di Edmonton, ai nuovi membri vengono consegnate le insegne dell'ordine.

## Insegne
- Il distintivo principale è una medaglia di 51 millimetri di larghezza a forma di croce patente con le braccia equidistanti e modellate a sembrare il grano nei campi. Questa croce è posta sopra un disco d'oro brunito che porta rose e foglie di rosa e sopra ha un tondo con lo stemma dell'Alberta su uno sfondo di smalto rosso, circondato da un cerchio bianco recante le parole "The Alberta Order of Excellence". Sul retro vi è una foglia d'acero sostenuta da un fascio di grano.[13] Gli uomini indossano il distintivo sospeso da un nastro al colletto, mentre le donne portano il loro su un fiocco sul petto a sinistra. I membri ricevono anche una spilla che può essere indossata durante le occasioni meno formali.[2]
- Il nastro è bianco con bordi blu e all'interno sono presenti due sottili strisce gialle e una striscia rossa.[14]